# Giuseppe Lo Curzio
Giuseppe Lo Curzio (Siracusa, 19 novembre 1934) è un politico italiano.

## Biografia
Giuseppe Lo Curzio lavorò come funzionario di banca e docente di diritto pubblico.
Politico di provenienza democristiana, ricoprì per quattro volte la carica di deputato dell'Assemblea regionale siciliana. Nel 1996 venne eletto senatore della Repubblica per la XIII legislatura, rimanendo in carica fino al 2001.
Fu inoltre assessore comunale di Siracusa e dirigente provinciale e regionale della Democrazia Cristiana.